# Shakespeare (månkrater)
För andra betydelser, se Shakespeare (olika betydelser).
Shakespeare är en ungefär 0,5 km stor nedslagskrater på månen. Shakespeare har fått sitt namn efter den engelske dramatiker, poet och skådespelaren William Shakespeare.
Under Apollo 17s tredje EVA körde man runt kratern.